# Tutti innamorati
Tutti innamorati (en italià Tots enamorats) és una pel·lícula italiana dirigida el 1959 per Giuseppe Orlandini i protagonitzada per Marcello Mastroianni i Jacqueline Sassard. Fou la pel·lícula amb la que es va clausurar el Festival Internacional de Cinema de Sant Sebastià 1959.

## Argument
La pel·lícula entrecreua dues històries amoroses, la d'un vidu enamorat d'una noia molt més jove i la d'una dona pacient i astuta que aconsegueix ensarronar per casar-se a un llibertí.

## Repartiment
- Marcello Mastroianni…. Giovanni
- Jacqueline Sassard…. Allegra Barberio
- Ruggero Marchi…. Ermanno Barberio
- Memmo Carotenuto…. Ferruccio
- Gabriele Ferzetti…. Arturo
- Nando Bruno.... Cesare
- Marisa Merlini.... Jolanda
- Leopoldo Trieste.... Cipriani